# Radecznica (gemeente)
De gemeente Radecznica is een landgemeente in het Poolse woiwodschap Lublin, in powiat Zamojski.
De zetel van de gemeente is in Radecznica.
Op 30 juni 2004 telde de gemeente 6591 inwoners.

## Oppervlakte gegevens
In 2002 bedroeg de totale oppervlakte van gemeente Radecznica 109,8 km², waarvan:
- agrarisch gebied: 74%
- bossen: 18%

De gemeente beslaat 5,86% van de totale oppervlakte van de powiat.

## Plaatsen
Chłopków, Czarnystok, Dzielce, Gaj Gruszczański, Gorajec-Kolonia, Gorajec-Stara Wieś, Gorajec-Zagroble, Gorajec-Zastawie, Gruszka Zaporska, Latyczyn, Mokrelipie, Podborcze, Podlesie Duże, Podlesie Małe, Radecznica, Trzęsiny, Wólka Czarnostocka, Zaburze, Zakłodzie, Zaporze.

## Demografie
Stand op 30 juni 2004:
| Omschrijving                   | Totaal | Totaal | Vrouwen | Vrouwen | Mannen | Mannen |
| ------------------------------ | ------ | ------ | ------- | ------- | ------ | ------ |
| eenheid                        | aantal | %      | aantal  | %       | aantal | %      |
| inwoners                       | 6591   | 100    | 3305    | 50,1    | 3286   | 49,9   |
| bevolkingsdichtheid (inw./km²) | 60     | 60     | 30,1    | 30,1    | 29,9   | 29,9   |

In 2002 bedroeg het gemiddelde inkomen per inwoner 1155,81 zł.

## Aangrenzende gemeenten
Biłgoraj, Frampol, Goraj, Sułów, Szczebrzeszyn, Tereszpol, Turobin, Zwierzyniec